# Beatrice di Savoia (regina di Sicilia)
Beatrice di Savoia (1223 – 1259) è stata una principessa italiana di casa Savoia che fu marchesa consorte di Saluzzo dal 1233 al 1244 e regina consorte di Sicilia dal 1258 fino alla sua morte.

## Biografia

### Infanzia
Beatrice, secondo lo storico francese, Samuel Guichenon, nel suo Histoire généalogique de la royale maison de Savoie, era la figlia primogenita del decimo Conte di Savoia e Conte d'Aosta e Moriana e marchese d'Italia, Amedeo IV e della sua prima moglie, Margherita di Borgogna, che, secondo il documento n° 732 del Peter der Zweite, Graf von Savoyen, Markgraf in Italien, parte del testamento del nipote di Margherita, Ghigo VII del Viennois, figlio del fratello di Margherita, Andrea Ghigo VI del Viennois, Margherita era la figlia del duca di Borgogna, Ugo III e della sua seconda moglie, Beatrice di Albon (1161 - 1228), delfina del Viennois e contessa di Albon, Grenoble, Oisans e Briançon.
Amedeo IV di Savoia, secondo Samuel Guichenon, era il figlio primogenito di Tommaso I, Conte di Savoia, d'Aosta e di Moriana, e della moglie, Margherita o forse Beatrice, che secondo la Chronica Albrici Monachi Trium Fontium era figlia del Conte di Ginevra, Guglielmo I e della signora di Faucigny, Beatrice.

### Fidanzamento e primo matrimonio
Secondo il Regesto dei Marchesi di Saluzzo (1091-1340) il 4 marzo 1223, Beatrice, di pochi mesi di vita, fu promessa in sposa al marchese di Saluzzo, Manfredo III (Manfredum marchionem Saluciarum); la trattativa era stata condotta dai rispettivi nonni, Tommaso I di Savoia (Thomam comitem Maurianæ) e la reggente del marchesato, Alasia del Monferrato (Alaxiam comitissam Saluciarum).
Il matrimonio fu celebrato verso il 1235; il Monumenta Aquensia, Pars II, Historiam Aquensem,Monferratensem ac Pedemontanam conferma l'avvenuto matrimonio di Beatrice con Manfredo III, figlio di Bonifacio di Saluzzo e di Maria, figlia del giudice (Comita I di Torres); il matrimonio tra la figlia di Comita I, e Bonifacio di Saluzzo è confermato dal documento n° 189 del Regesto dei Marchesi di Saluzzo (1091-1340).
Nel 1243, morì sua madre, e suo padre, nel 1244, si sposò in seconde nozze con Cecilia del Balzo (o de Baux) († 1275), figlia di Barral, VIII signore di Les Baux-de-Provence e II visconte di Marsiglia, e della nipote di Raimondo VII di Tolosa, conte di Tolosa, Sibilla d'Andouze.
Nel 1244, suo marito, Manfredo III, morì e Beatrice rimase vedova; il documento n° 194 del Peter der Zweite, Graf von Savoyen, Markgraf in Italien del 1246, conferma che Beatrice era vedova.
Dopo la morte del marito, Beatrice dovette cedere la reggenza del Marchesato di Saluzzo a Bonifacio II di Monferrato come racconta Raffaello Menochio: «Morto Manfredo III di Saluzzo gli succedeva nel 1244 Tommaso I di Saluzzo in età di 4 anni sotto la tutela del marchese Bonifacio II di Monferrato, il quale tosto si portava a Carmagnola, ed ai 30 ottobre di quell'anno in casa di Bongioanni Granetto riceveva il giuramento di fedeltà a nome del pupillo e della contessa di Saluzzo»; Manfredo III, prima di morire aveva fatto testamento indicando Beatrice come co-reggente, affidandogli anche la figlia, Alasia.

### Secondo matrimonio
Nello stesso anno il padre, Amedeo IV, che aveva stretto un'alleanza con l'imperatore, Federico II di Svevia, la fidanzò col figlio di quest'ultimo, Manfredi (figlio illegittimo dell'imperatore Federico II di Svevia e di Bianca Lancia); il sopra citato documento n° 194 del Peter der Zweite, Graf von Savoyen, Markgraf in Italien del 1246, conferma il fidanzamento tra Beatrice (Beatricem filiam Amedei comitis, relictam Manfredi marchionis Salucensis) e Manfredi (Manfredum dictum Lancea, filium naturalem imperatoris).
Il contratto di matrimonio è datato 21 aprile 1247, come ci viene confermato dal documento n° 202 del Peter der Zweite, Graf von Savoyen, Markgraf in Italien.
In quel periodo, Manfredi, dal padre, era stato nominato Signore di tutti i territori compresi tra Genova e Pavia (da Pavia in giù).
La Historia de rebus gestis Federici II di Saba Malaspina, conferma il matrimonio di Manfredi, divenuto principe di Taranto (principatu Tarentinu) e Beatrice (natam Amadei comitis Sabaudiae, nomine Beatricem).
Anche il cronista Bartolommeo di Neocastro, nella sua Historia Sicula, registra il matrimonio tra Manfredi (Manfredus) e Beatrice, figlia di Amedeo IV, che come primo marito aveva avuto il marchese di Saluzzo (dominam Beatricem filiam ducis Sex Viarum, qui prius in virum absumpserat marchionem de Salluciis).
Si suppone che tra il 1252 e il 1253 il matrimonio forse subì una rottura: in due testamenti del 1252 e del 1253, suo padre, il conte Amedeo IV cita la figlia Beatrice come Marchesa di Saluzzo (Beatricem filiam meam uxorem quondam Manfredi marchionis Salutiarum), oppure (marchionissae Beatrix Salutiarum), senza alcun riferimento al secondo marito.
Il 10 agosto 1258, suo marito Manfredi fu incoronato re di Sicilia, a Palermo, come conferma la Historia de rebus gestis Federici II di Saba Malaspina, e Beatrice divenne regina consorte

### Morte
Beatrice morì prima del 2 giugno 1259, data del secondo matrimonio di Manfredi con Elena Ducas, come conferma Bartolommeo di Neocastro.

## Discendenza
Al primo marito, Manfredo III di Saluzzo diede un figlio e tre figlie:
- Alasia[11] (1236-1311), che sposò nel 1247 il conte di Lincoln, Edmondo di Lacy;
- Tommaso (1240 - 13 dicembre 1296), conte di Saluzzo[6];
- Margherita (1245 circa - ?), gemella di Agnese e nata postuma. Prese il velo[11];
- Agnese (1245 - dopo il 4 agosto 1265), gemella di Margherita e nata postuma[11]. Sposò, nel 1262, Giovanni di Vescy, conte di Alnwick.

Al secondo marito, Manfredi di Sicilia diede una figlia:
- Costanza (1249-1302), che sposò il re d'Aragona, Pietro III d'Aragona, e fu regina d'Aragona e Sicilia[25].

## Ascendenza
|                            |                             |                               | Genitori                             |  |  | Nonni |  |  | Bisnonni                     |  |  | Trisnonni                   |  |
|                            |                             |                               |                                      |  |  |       |  |  | Umberto III, conte di Savoia |  |  | Amedeo III, conte di Savoia |  |
|                            |                             |                               |                                      |  |  |       |  |  | Umberto III, conte di Savoia |  |  | Amedeo III, conte di Savoia |  |
|                            |                             | Matilde d'Albon               |                                      |  |  |       |  |  | Umberto III, conte di Savoia |  |  |                             |  |
| Tommaso I, conte di Savoia |                             |                               |                                      |  |  |       |  |  | Umberto III, conte di Savoia |  |  |                             |  |
|                            |                             | Beatrice di Mâcon             | Gerardo I, conte di Mâcon            |  |  |       |  |  |                              |  |  |                             |  |
|                            |                             | Beatrice di Mâcon             | Gerardo I, conte di Mâcon            |  |  |       |  |  |                              |  |  |                             |  |
|                            |                             | Beatrice di Mâcon             | Mauretta di Salins                   |  |  |       |  |  |                              |  |  |                             |  |
| Amedeo IV, conte di Savoia |                             | Beatrice di Mâcon             |                                      |  |  |       |  |  |                              |  |  |                             |  |
|                            |                             | Guglielmo I, conte di Ginevra | Amedeo I, conte di Ginevra           |  |  |       |  |  |                              |  |  |                             |  |
|                            |                             | Guglielmo I, conte di Ginevra | Amedeo I, conte di Ginevra           |  |  |       |  |  |                              |  |  |                             |  |
|                            |                             | Guglielmo I, conte di Ginevra | Matilde di Cuiseaux                  |  |  |       |  |  |                              |  |  |                             |  |
| Margherita di Ginevra      |                             | Guglielmo I, conte di Ginevra |                                      |  |  |       |  |  |                              |  |  |                             |  |
|                            |                             | Beatrice di Faucigny          | Aimone I, signore di Faucigny        |  |  |       |  |  |                              |  |  |                             |  |
|                            |                             | Beatrice di Faucigny          | Aimone I, signore di Faucigny        |  |  |       |  |  |                              |  |  |                             |  |
|                            |                             | Beatrice di Faucigny          | Clemenza di Briançon                 |  |  |       |  |  |                              |  |  |                             |  |
| Beatrice di Savoia         |                             | Beatrice di Faucigny          |                                      |  |  |       |  |  |                              |  |  |                             |  |
|                            | Oddone II, duca di Borgogna | Ugo II, duca di Borgogna      |                                      |  |  |       |  |  |                              |  |  |                             |  |
|                            | Oddone II, duca di Borgogna | Ugo II, duca di Borgogna      |                                      |  |  |       |  |  |                              |  |  |                             |  |
|                            | Oddone II, duca di Borgogna | Matilde di Mayenne            |                                      |  |  |       |  |  |                              |  |  |                             |  |
| Ugo III, duca di Borgogna  | Oddone II, duca di Borgogna |                               |                                      |  |  |       |  |  |                              |  |  |                             |  |
|                            |                             | Maria di Blois                | Tebaldo II, conte di Blois           |  |  |       |  |  |                              |  |  |                             |  |
|                            |                             | Maria di Blois                | Tebaldo II, conte di Blois           |  |  |       |  |  |                              |  |  |                             |  |
|                            |                             | Maria di Blois                | Matilde di Carinzia                  |  |  |       |  |  |                              |  |  |                             |  |
| Margherita di Borgogna     |                             | Maria di Blois                |                                      |  |  |       |  |  |                              |  |  |                             |  |
|                            |                             | Ghigo V, conte d'Albon        | Ghigo IV, conte d'Albon              |  |  |       |  |  |                              |  |  |                             |  |
|                            |                             | Ghigo V, conte d'Albon        | Ghigo IV, conte d'Albon              |  |  |       |  |  |                              |  |  |                             |  |
|                            |                             | Ghigo V, conte d'Albon        | Clemenza di Mâcon                    |  |  |       |  |  |                              |  |  |                             |  |
| Beatrice d'Albon           |                             | Ghigo V, conte d'Albon        |                                      |  |  |       |  |  |                              |  |  |                             |  |
|                            |                             | Beatrice del Monferrato       | Guglielmo V, marchese del Monferrato |  |  |       |  |  |                              |  |  |                             |  |
|                            |                             | Beatrice del Monferrato       | Guglielmo V, marchese del Monferrato |  |  |       |  |  |                              |  |  |                             |  |
|                            |                             | Beatrice del Monferrato       | Giuditta di Babenberg                |  |  |       |  |  |                              |  |  |                             |  |
|                            |                             | Beatrice del Monferrato       |                                      |  |  |       |  |  |                              |  |  |                             |  |

### Fonti primarie
- (LA)  Monumenta Germaniae Historica, Scriptores, tomus XXIII)
- (LA)  Regesta comitum Sabaudiae
- (LA)  Peter der Zweite, Graf von Savoyen, Markgraf in Italien
- (LA)  Cronisti e scrittori sincroni Napoletani, Volume 2
- (LA)  Regesto dei Marchesi di Saluzzo (1091-1340).
- Monumenta Aquensia, Pars II, Historiam Aquensem,Monferratensem ac Pedemontanam, colonna 178

### Letteratura storiografica
- (FR)  Histoire généalogique de la royale maison de Savoie, justifiée par titres, ..par Guichenon, Samuel
- Michelangelo Schipa, "L'Italia e la Sicilia sotto Federico II", in Storia del mondo medievale, cap. V, vol. V, 1999, pp. 153–197
- Fra Gabriele Bucci, Memoriale Quadripartitum, conservato dalla fine del sec. XVIII nella Biblioteca Nazionale di Torino, è stato pubblicato da Faustino Curlo, Pinerolo 1911
- Ludovico Della Chiesa, Della vita e de' fatti dei Marchesi di Saluzzo, 1597
- Pietro Granetto (Petrus Granetius), Stylus regius Galliarum iuridicus olim Salucianis præscriptus. Burgi Sebusianorum (Bourg en Bresse), Jean Tainturier, 1630
- Ludovico Della Chiesa, Relazione dello stato presente del Piemonte, 1635
- Lodovico Antonio Muratori, Rerum Italicarum scriptores: ab anno aerae christianae quingentesimo ad millesimumquingentesimum, ex typographia Societatis Palatinae, 1733
- Antonio Chiusole, La genealogia delle case più illustri di tutto il mondo, J. B. Recurti, 1743
- Antonio Manno, Il patriziato subalpino, dattiloscritto conservato presso la Biblioteca reale di Torino, sub voce; Piemontesi illustri, Torino 1784, tomo IV, pp. 19–35, 82-93 (comprende un Elogio di Gioffredo,
- Delfino Muletti, Carlo Muletti, Memorie storico-diplomatiche appartenenti alla città ed ai marchesi di Saluzzo, Lobetti-Bodoni, 1830
- Matteo Camera, Annali delle Due Sicilie dall'origine e fondazione della monarchia fino a tutto il regno dell'augusto sovrano Carlo III. Borbone, Stamperia e cartiere del Fibreno, 1841
- Raffaello Menochio, Le Memorie storiche della città di Carmagnola, Torino, 1890
- Carlo Beltrami, I Marchesi di Saluzzo e i loro successori, 1885 (ristampato da Kessinger Publishing, 2010)
- Leopoldo Usseglio, I marchesi di Monferrato in Italia ed in oriente durante i secoli XII e XIII, Volume 101", 1926
- Fernand Hayward, Storia della casa di Savoia, Volume 1, Cappelli, 1955
- Pier Fausto Palumbo, Contributi alla storia dell'età di Manfredi, Le Edizioni del Lavoro, 1959
- Michele Ruggiero, Storia del Piemonte, Editrice Piemonte in Bancarella, Torino, 1979
- Vittoria Vicini, Beatrice di Svevia: tra storia e leggenda, Cappelli, 1982
- Gino Leone, Un re nel purgatorio: Manfredi di Svevia : dalla vita terrena all'oltretomba dantesco, Schena, 1994
- Claudia Bocca, Massimo Centini, Piemonte sabaudo: curiosità, fatti e personaggi di una dinastia per secoli protagonista della vita di una regione teatro della grande storia, Newton & Compton, 1997
- Gianni Oliva, I Savoia: novecento anni di una dinastia, Mondadori, 1998
- Michele Florio, Le grandi donne del Piemonte, D. Piazza, 2001
- Aldo Alessandro Mola, Saluzzo: un'antica capitale, Newton & Compton, 2001